# Roche Guillaume
La Roche Guillaume (türkisch Çalan Kalesi oder Şalen Kalesi) war eine mittelalterliche Burg im Grenzgebiet zwischen dem Fürstentum Antiochia (Syrien) und dem Königreich Kleinarmenien (Kilikien), heute in der türkischen Provinz Hatay gelegen.

## Lage
Die Ruine liegt auf einem isolierten Felsgipfel im Amanosgebirge oberhalb des heutigen Ortes Kaledibi, sieben Kilometer nordöstlich von Alexandretta (heute İskenderun) und fünf Kilometer östlich der damaligen Burg Castrum Puellarum (alias Pilier de Jonas) im heutigen Sarıseki. Die Burg diente zur Sicherung der Gebirgspässe nach Syrien, zusammen mit der 13 Kilometer südlich gelegenen Burg Trapesac.
In der älteren Literatur wurde die Burg teils für identisch mit der Templerburg Roche Roussel (auch Roche Roissol) gehalten, die jedoch heute im Umland der Hafenstadt Arsuz verortet wird.

## Geschichte
Das Gebiet geriet im Rahmen des Ersten Kreuzzugs um 1098 unter die Kontrolle der Kreuzfahrer und deren Fürstentum Antiochia. Wahrscheinlich bestand an dieser Stelle bereits ein byzantinischer Vorgängerbau, der von den Kreuzfahrern ausgebaut wurde. Vermutlich wurde die Burg nach ihrem ersten Herren Guillaume de la Roche benannt, der spätestens in den 1130er Jahren als Vasall des Fürsten von Antiochia mit der Burg belehnt war. Im Laufe des 12. Jahrhunderts ging die Burg in den Besitz des Templerordens über.
Nachdem der Ayyubiden-Sultan Saladin 1187 in Folge der Schlacht von Hattin weite Teile des Königreichs Jerusalem erobert hatte, unternahm er 1188 einen Feldzug nach Syrien. Er belagerte Roche Guillaume, nachdem er am 16. September 1188 Trapesac eingenommen hatte. Vor Roche Guillaume erreichte Saladin aus Palästina die Nachricht der Garnison von Akkon, die berichtete, dass König Guido von Lusignan zusammen mit in Tripolis rekrutierten Rittern und ersten Kontingenten, die im Rahmen des Dritten Kreuzzugs eingetroffen waren, Akkon bedrängte. Dies veranlasste Saladin, die Belagerung und seinen Feldzug abzubrechen und mit seinem Heer nach Palästina zurückzukehren.
1203 eroberte König Leo I. von Kleinarmenien Roche Guillaume von den Templern, die sich 1205 über die Angelegenheit bei Papst Innozenz III. beschwerten. Spätestens 1237 hatten die Templer die Burg zurückerhalten – im Frühsommer dieses Jahres sammelten sie dort ein Heer, mit dem sie erfolglos die benachbarte, inzwischen im Besitz des Emirs von Aleppo, an-Nasir Yusuf, befindliche Burg Trapesac belagerten.
Nach dem Fall von Antiochia 1268 blieb Roche Guillaume der letzte Stützpunkt des Templerordens in der Region und wurde Zentrum einer eigenständigen Templerprovinz in Kilikien. Wegen schlechter Beziehungen zum kleinarmenischen Herrscherhaus konnten die Templer dort aber keine so starke Position wie die Johanniter oder Deutschritter erlangen.
In den Jahren 1298 bis 1299 unternahm ein Heer des Mamluken-Sultans von Ägypten, Ladschin, einen Feldzug gegen die Besitzungen des Königreichs Kleinarmenien in Nordsyrien und Kilikien. Zu dessen Abwehr unternahmen die Ritterorden der Templer und Johanniter, angeführt vom Großmeister Jacques de Molay und Otton de Grandson, einen kurzen Feldzug in der Region. Sie waren jedoch nicht erfolgreich und mit Roche Guillaume ging die letzte Burg der Templer in der Levante im Rahmen dieses Feldzugs endgültig an die Muslime verloren. Die Burg verlor in der Folgezeit an Bedeutung.

## Anlage
Die Ruine der Burg wurde 1979 von Robert W. Edwards archäologisch begutachtet. Die Burg war nur über eine Brücke über einen Abgrund zu erreichen und in einen unteren und einen oberen Burghof gegliedert. Von der Burg aus kann man die Ebene von Kilikien und das Meer sehen. Durch Wiederverwendung der Mauersteine wurde ein Großteil der Burgmauern abgetragen. Es sind noch Elemente der Außenmauer und Fundamente einiger Gebäude erhalten, darunter ein quadratischer Turm, ein runder Turm auf einer Glacis, ein gewölbter Raum und eine Kapelle mit Zisterne.